# Jimmy Meadows
Jimmy Meadows, diminutivo di James Meadows (Bolton, 21 luglio 1931 – Didsbury, 3 gennaio 1994) è stato un allenatore di calcio e calciatore inglese, di ruolo centrocampista.

## Caratteristiche tecniche
Era un'ala.

## Carriera

### Giocatore

#### Club
Meadows esordisce tra i professionisti nel 1948, all'etù di 17 anni, con il Southport, club della terza divisione inglese, con cui gioca fino al marzo del 1951 segnando in totale 6 reti in 60 partite di campionato giocate per poi essere ceduto per 5000 sterline al Manchester City, club di seconda divisione, con il quale nel finale di stagione segna 2 gol in 11 partite, contribuendo così alla promozione in prima divisione dei Citizens, con i quali nel 1951, all'età di 20 anni, esordisce quindi in prima divisione, segnando 9 reti in 37 presenze nella sua prima stagione in carriera in questa categoria. Nelle stagioni 1952-1953 e 1953-1954 pur non giocando da titolare fisso scende poi comunque in campo con buona regolarità, disputando rispettivamente 26 e 20 partite, condite anche da 10 ed 8 gol segnati; si riguadagna la titolarità nella stagione 1954-1955, nella quale segna un solo gol ma gioca 36 partite di campionato. In questa stagione è inoltre protagonista involontario della finale di FA Cup, che il Manchester City perde per 3-1 contro il Newcastle Utd: al diciassettesimo minuto del primo tempo sugli sviluppi di un tackle finisce infatti per colpire una delle bandierine del calcio d'angolo, infortunandosi gravemente ed abbandonando la partita (che a posteriori si rivelerà essere anche l'ultima della sua carriera), che i suoi compagni giocano quindi per quasi tutta la sua durata in inferiorità numerica: l'infortunio si rivela in seguito essere più grave del previsto, tanto che di fatto Meadows viene costretto al ritiro all'età di soli 25 anni proprio a causa di esso.
In carriera ha totalizzato complessivamente 190 presenze e 36 reti nei campionati della Football League.

#### Nazionale
Nell'aprile del 1955 ha giocato una partita nella nazionale inglese, contro la Scozia.

### Allenatore
Dopo aver lavorato come collaboratore tecnico al Manchester City subito dopo il ritiro, inizia la sua carriera da allenatore nel 1966 guidando lo Stockport County, club di quarta divisione, con cui al primo anno in carica vince il campionato, conquistando così la promozione in terza divisione, categoria in cui poi allena per due stagioni, la seconda delle quali conclusasi con una retrocessione in quarta divisione. Dal 26 ottobre al 20 dicembre 1970 è poi stato allenatore ad interim del Blackpool, in seconda divisione. Successivamente allena in questa categoria il Bolton, club della sua città natale, dal gennaio all'aprile del 1971, subendo una retrocessione in terza divisione (la prima nella storia del club). Dopo questa retrocessione riparte dalla quarta divisione, andando ad allenare il Southport, club con cui aveva esordito da calciatore: qui conquista un settimo posto in classifica nella Fourth Division 1971-1972 per poi l'anno seguente vincere il campionato, con conseguente promozione in terza divisione del club, che Meadows però lascia nell'estate del 1973. Successivamente nella stagione 1974-1975 ha nuovamente allenato lo Stockport County in quarta divisione, mentre nel 1976 ha allenato il GIF Sundsvall, club della prima divisione svedese. In seguito dal 7 marzo del 1978 al termine della stagione 1977-1978 è stato nuovamente allenatore ad interim del Blackpool, in seconda divisione. Infine, nella stagione 1982-1983 ha allenato l'Al-Sadd, uno dei club più titolati del Qatar.

## Palmarès

### Allenatore

#### Competizioni nazionali
- Campionato inglese di quarta divisione: 1

Stockport County: 1966-1967
Southport: 1972-1973